# لیلیبن ایبسن
لیلیبن ایبسن (انگلیسی: Lillebil Ibsen; ۶ اوت ۱۸۹۹ – ۱۲ اوت ۱۹۸۹) هنرپیشه اهل نروژ بود.
از فیلم‌ها یا برنامه‌های تلویزیونی که وی در آن نقش داشته‌است می‌توان به پان اشاره کرد.